# Едатоп
Едатоп (від грец. edaphos — ґрунт і грец. topos — місце) — 1) сукупність однорідних для даної території ґрунтово-гідрологічних умов; 2) сукупність умов середовища, які створюються ґрунтом.